# Ведическа цивилизация
Ведическата цивилизация, наричана още и Индуска или Индийска цивилизация е индоарийска култура асоциираща се с Ведите (по чието име носи и името си), най-ранните източници за историята на Индия.
Повечето учени слагат ведическата цивилизация в периода от второто до първото хилядолетие пр.н.е., но някои индийски учени я отнасят на доста по-ранен етап в развитието на човечеството – към седмото хилядолетие пр.н.е., което значи най-старата човешка култура и цивилизация въобще. Ведическият санскрит продължава да се употребява до 5 век, когато културата на ведическата цивилизация се преобразува посредством брахманизъм в индуизъм.
Ведическата култура допринася неимоверно и в глобален план към развитието на всички световни религии, философията, социалното поведение и отношения, обхващайки времето до 8 век пр.н.е., като представлява една от най-блестящите страници на световната култура и особено на религиозната философия и духовните търсения. Ведическата литература включва четири сборника: Ригведа, Яджурведа, Самаведа и Атхарваведа.